# 북방붉은옆줄주머니쥐
북방붉은옆줄주머니쥐 또는 기니짧은꼬리주머니쥐(Monodelphis brevicaudata)는 주머니쥐과에 속하는 남아메리카 주머니쥐의 일종이다. 볼리비아와 브라질, 프랑스령 기아나, 가이아나, 수리남 그리고 베네수엘라에서 발견된다.